# Adhémar Esmein

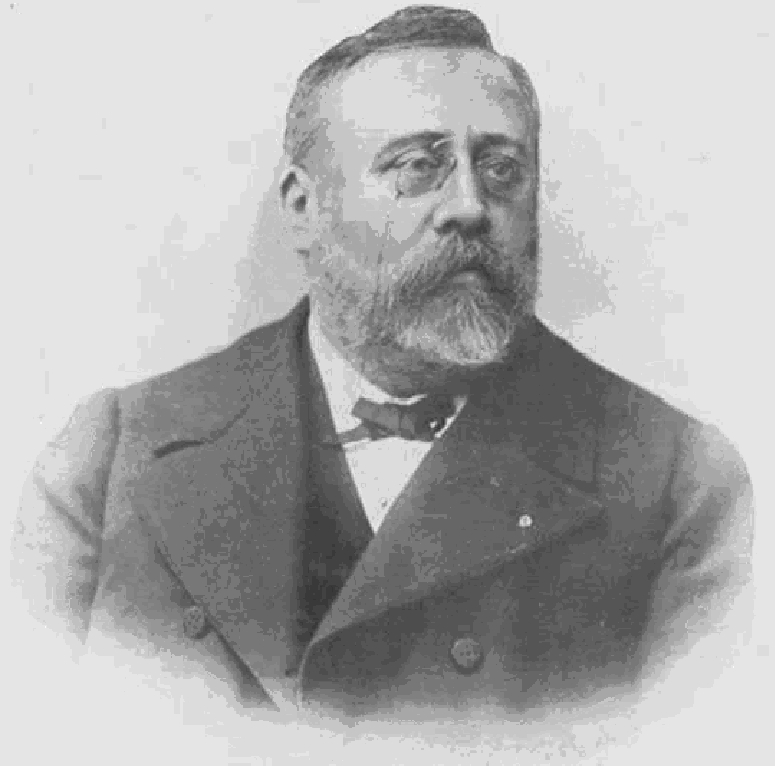
Adhémar Esmein

Adhémar Esmein, właśc. Jean Hippolyte Emmanuel Esmein (ur. 1 lutego 1848 roku w Touvérac, zm. 20 lipca 1913 roku w Paryżu) – francuski prawnik.
Po krótkim okresie wykładania prawa karnego w Douai (w latach 1876–1879), Esmein został profesorem historii prawa i prawa konstytucyjnego w Paryżu. Od roku 1898 aż do śmierci, uczył także prawa kanonicznego w École pratique des hautes études, gdzie był kierownikiem Katedry Nauk Religijnych.
Esmein był autorem wielu podręczników dotyczących historii francuskiego prawa publicznego oraz francuskiego prawa konstytucyjnego, a także wielu monografii na inne tematy, między innymi na temat prawa kanonicznego.

## Główne publikacje
- Histoire de la procédure criminelle en France et spécialement de la procédure inquisitoire depuis le XIIIe jusqu'à nos jours (1882)
- Études sur les contrats dans le très ancien droit français (1883)
- Mélanges d'histoire du droit et de critique. Droit romain (1886)
- Études sur l'histoire du droit canonique privé. Le Mariage en droit canonique (1891)
- Cours élémentaire d'histoire du droit français à l'usage des étudiants de première année (1892)
- Histoire du droit français de 1189 à 1814 (1892-1908)
- Le Serment des accusés en droit canonique (1896)
- Éléments de droit constitutionnel (1896)
- Éléments de droit constitutionnel français et comparé (1899)
- La revue du droit civil (1902)
- Trois documents sur le mariage par vente (1910)
- La Vieille Charente, chansons et croquis saintongeais, contes populaires de la Charente (1910)
- Précis élémentaire de l'histoire du droit français de 1789 à 1814. Révolution, Consulat et Empire (1911)